# Kościół Świętego Wawrzyńca w Koźminie Wielkopolskim
Kościół Świętego Wawrzyńca w Koźminie Wielkopolskim – rzymskokatolicki kościół parafialny w mieście Koźmin Wielkopolski. Należy do dekanatu Koźmin. Mieści się przy ulicy Kościelnej.

## Historia
Świątynia pierwotnie gotycka z połowy XV wieku, rozbudowana w latach 1670–1677 w stylu barokowym. W 1555 odbył się w nim zjazd polskich dysydentów.

## Architektura i wyposażenie
Wnętrze trzynawowe bazylikowe z późnorenesansową dekoracją stiukową na sklepieniu. Wielki ołtarz późnorenesansowy z około 1630, trzykondygnacjowy, drewniany rzeźbiony z figurami świętych i płaskorzeźbami. W nim najpiękniejsza w Wielkopolsce późnogotycka grupa figuralna Zaśniecie Najświętszej Maryi Panny, z lat 1500–1520. Obok ołtarza cyborium renesansowe z piaskowca pokryte ornamentem roślinnym z około 1540. Stalle z 2 połowy XVII wieku. Renesansowy nagrobek z piaskowca i czerwonego marmuru Andrzeja i Barbary z Herburtów, Górków z około 1590, nad wejściem do zakrystii epitafium ks. Wojciecha Dąbrowskiego z portretem zmarłego (1680). Na gotyckiej belce tęczowej grupa pasyjna, w łuku tęczowym kamienne epitafium z polskim napisem Barbary Winklerówny, córki mieszczanina poznańskiego, zmarłej „czasu powietrza poznańskiego” (zarazy) 1606. W bocznym ołtarzu, pierwszym na lewo od chóru muzycznego, obraz Wniebowzięcia Najświętszej Maryi Panny, ze szkoły wielkopolskiej z 2 połowy XVI wieku, malowany na desce. Na parapecie chóru figury aniołów i wizerunki wybitnych mężów z Koźmina Wielkopolskiego, uczonych: Mikołaja, Benedykta i Albina. W kaplicy Przyjemskich zamkniętej renesansową kutą kratą z XVII wieku gotycka figura Madonny z XV wieku i rzeźba ludowa Chrystusa Frasobliwego. W kruchtach naw północnej i południowej dwie romańskie kropielnice kamienne z maskami ludzkimi podobnymi do masek na romańskim kościele Imienia Najświętszej Maryi Panny w Inowrocławiu.